# Otmęt (gromada)
Otmęt – dawna gromada, czyli najmniejsza jednostka podziału terytorialnego Polskiej Rzeczypospolitej Ludowej w latach 1954–1972.
Gromady, z gromadzkimi radami narodowymi (GRN) jako organami władzy najniższego stopnia na wsi, funkcjonowały od reformy reorganizującej administrację wiejską przeprowadzonej jesienią 1954 do momentu ich zniesienia z dniem 1 stycznia 1973, tym samym wypierając organizację gminną w latach 1954–1972.
Gromadę Otmęt z siedzibą GRN w Otmęcie (obecnie w granicach Krapkowic) utworzono – jako jedną z 8759 gromad na obszarze Polski – w powiecie strzeleckim w woj. opolskim, na mocy uchwały nr VII/30/54 WRN w Opolu z dnia 4 października 1954. W skład jednostki wszedł obszar dotychczasowej gromady Otmęt ze zniesionej gminy Otmęt – w tymże powiecie. Dla gromady ustalono 27 członków gromadzkiej rady narodowej.
13 listopada 1954, po pięciu tygodniach, gromadę Otmęt zniesiono w związku z nadaniem jej statusu osiedla.
1 stycznia 1956 osiedle weszło w skład nowo utworzonego powiatu krapkowickiego w tymże województwie. 31 grudnia 1961 Otmęt włączono do miasta Krapkowice w tymże powiecie.